# Аванше Валморел
Аванше Валморел (фр. Avanchers-Valmorel) насеље је и општина у источној Француској у региону Рона-Алпи, у департману Савоја која припада префектури Албервил.
По подацима из 2011. године у општини је живело 751 становника, а густина насељености је износила 34,25 становника/km². Општина се простире на површини од 21,93 km². Налази се на средњој надморској висини од 461 метар (максималној 2.600 m, а минималној 680 m).

## Демографија
| 1962. | 1968. | 1975. | 1982. | 1990. | 1999. | 2011. |
| ----- | ----- | ----- | ----- | ----- | ----- | ----- |
| 445   | 449   | 458   | 673   | 732   | 716   | 751   |

График промене броја становника у току последњих година